# Studiedag
Een studiedag is een dag waarop een groep geïnteresseerden of beroepsmatig bij een onderwerp betrokken mensen zich kunnen laten voorlichten, over het onderwerp kunnen discussiëren, informatie kunnen uitwisselen en desgewenst kunnen netwerken. Een studiedag kan worden uitgeschreven door een voor het bedrijf of instituut externe instelling of door het bedrijf of het instituut zelf.
Studiedagen komen regelmatig voor in het onderwijs. Een daartoe geschikte dag, of een dagdeel, wordt uitgetrokken om zich met het personeel te buigen over nieuwe ontwikkelingen of zich in de praktijk bezig te houden met de planning en/of uitvoering van nieuwe plannen.
De term wordt ook wel gebruikt als aanduiding van een dag waarop leerlingen of studenten zich kunnen voorbereiden op een belangrijke toets of examen.